# Гаджиев, Аббас Мамед оглы
Аббас Мамед оглы Гаджиев (азерб. Hacıyev Abbas Məhəmməd oğlu; 1 января 1933, Марнеули, Грузинская ССР — 21 января 2011, Баку, Азербайджан) — азербайджанский учёный, доктор филологических наук (1970), профессор (1973), член Союза писателей Азербайджана (1980).

## Биография
Родился 1 января 1933 году в г. Марнеули (бывший Сарван) Грузинской ССР. Учился в Борчалинском педагогическом техникуме и на филологическом факультете Азербайджанского государственного университета (1952—1957). За время учёбы получал именную стипендию и окончил факультет с дипломом отличия.
Трудовую деятельность начал с 1957 года в Марнеули, работал учителем, через короткое время был переведён на должность инструктора Марнеульского райкома партии КП Грузии.
В 1959—1961 годах работал первым секретарём Комитета комсомола Марнеульского района.
В 1961—1964 годах продолжил обучение в аспирантуре Института языка и литературы им. Низами АН Азербайджана, в отделе литературных связей, которым руководил видный учёный, писатель и государственный деятель Шихали Курбанов.
В аспирантуре под научным руководством видного учёного, писателя и педагога профессора Мир Джалала Пашаева защитил кандидатскую диссертацию на тему «Тифлисская литературная среда». В 1965 году ему была присвоена учёная степень кандидата филологических наук.
В 1964—1974 годах работал в Азербайджанском педагогическом институте языков в должности преподавателя, старшего преподавателя, доцента, профессора, а затем заведующего кафедрой Азербайджанского языка и литературы (1974—1979).
Защитил докторскую диссертацию на тему "Творческий путь Мирзы Ибрагимова".
В 1979 году по собственному желанию был переведён в Азербайджанский государственный педагогический университет. Работал профессором, а затем заведующим кафедрой. Долгие годы руководил кафедрой истории азербайджанской литературы, читал лекции по истории азербайджанской литературы, теории литературы, основам литературоведения, литературной критике и другим предметам, сыграл большую роль в формировании нового поколения литературоведов.
В 1961 году был избран депутатом районного совета Марнеульского района Грузинской ССР, был награждён Почётной грамотой Верховного Совета Грузинской ССР (1961), а в 2006 году — медалью «Тарагги» Азербайджанской Республики.

## Научная деятельность
Видный учёный и педагог Аббас Гаджиев автор ряда монографий, учебников, научных и литературно-критических статей, занимался исследованием в области теории литературы, поэтики, истории азербайджанской литературы XIX—XX веков, изучал тифлисскую и борчалинскую литературную среду. Одним из первых осветил неизвестные страницы творческой биографии многих деятелей литературы, искусства, театра, журналистики, принадлежащих этой литературной среде.
Впервые исследовал и опубликовал многие исторические материалы, выявленные им в архивах Грузии, Азербайджана и России по тифлисской литературной среде конца XIX — начала XX века, Тифлисскому азербайджанскому театру, Адыгюнскому тюркскому театру, тюркским печатным органам, издаваемым в Грузии. Работы Аббаса Гаджиева в этой области, в частности, по Тифлисскому азербайджанскому театру и Адыгюнскому тюркскому театру являются важнейшим научным источником по этой теме и получили высокую оценку специалистов.
Осветил неизвестные страницы азербайджанско-грузинских литературных связей, общественно-культурной и литературной жизни Тифлиса XIX — начала XX веков, раскрыл роль и значение тюркской культуры, литературы и печатных органов Борчалы, Тифлиса и Ахалциха в истории Кавказа, создал научную основу для дальнейших исследований в этой области.
Известен как автор многих литературно-критических статей, программ и учебников, в том числе, первого в Азербайджане учебника по теории литературы для высших учебных заведений. Издал монографии и статьи по творчеству М. Ибрагимова, И. Эфендиева, И. Шихлы, Б. Вахабзаде, Н. Хазри, Эльчина и др.
На его работы вышли рецензии известных ученых в Азербайджане, России, Турции, Грузии и других странах. Автор около 300 статей, в том числе монографий и учебных пособий.
Был членом специализированных советов по защите диссертаций при АГПИ, Институте литературы им. Низами АН Азербайджана, БГУ, Институте проблем образования, учебно-методического совета при МО.
Оппонировал на защите десятков диссертаций, научный руководитель нескольких аспирантов и диссертантов. Основатель научной школы по азербайджанско-грузинским литературным связям.

## Книги
- Тифлисская литературная среда. — Баку, 1980.
- Мирза Ибрагимов. — Баку, 1982.
- Тифлисский азербайджанский театр. — Баку, 1984.
- Личность писателя и художественная закономерность. — Баку, 1986.
- Основы литературоведения. — Баку, 1988, 1999, 2005, 2009.
- Творческая индивидуальность писателя. — Баку, 1990.
- Структура художественного произведения. — Баку, 1992.
- Литературные роды и жанры. — Баку, 1994.
- Теория литературы. — Баку, 1996.
- Основы литературоведения, — Баку, 1999
- Основы литературоведения. — Баку, 2005
- Тифлисский азербайджанский и адыгюнский тюркский театры. — Б., 2006.
- Жизнь и литературная судьба (литературно-критические статьи). — Б., 2008.
- Основы литературоведения. — Баку, 2010
- Литературные направления и течения. — Баку, 2010.
- В свете искусства. — Баку, 2010
- Prof.Dr. Abbas Hacıyev. Adigön Türk Tiyatrosu Архивная копия от 20 марта 2012 на Wayback Machine
- Собрание сочинений в 5 томах. — Баку, 2021.